# 신지초등학교 강독분교
신지초등학교 강독분교는 대한민국 전라남도 완도군 신지면 강독길 12-38(송곡리 708-8)에 있었던 초등학교 분교이다.

## 연혁
- 일자미상 송곡국민학교 강독분교 설립 인가
- 1968년 7월 16일 강독분교장 개교, 도서벽지학교 '병'급 지정
- 1986년 1월 1일 도서벽지학교 '다'급 조정
- 1994년 3월 1일 신지국민학교 강독분교 개편
- 1996년 3월 1일 신지초등학교 강독분교 개편
- 1999년 3월 1일 폐교 및 신지초등학교 통폐합